# اوکسانا سیهولوا
اوکسانا سیهولوا (اوکراینی: Оксана Миколаївна Цигульова؛ زادهٔ ۱۵ دسامبر ۱۹۷۳) ژیمناست ترامپولین زن اهل اوکراین بود.